# Achelia vulgaris
Achelia vulgaris là một loài nhện biển trong họ Ammotheidae. Loài này thuộc chi Achelia. Achelia vulgaris được miêu tả năm 1861 voor het eerst wetenschappelijk bởi Costa.